# Hu Qiaomu

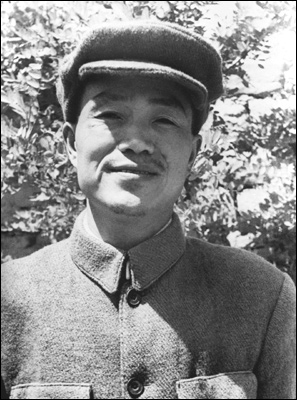
Hu Qiaomu

Hu Qiaomu (chinesisch 胡喬木 / 胡乔木, Pinyin Hú Qiáomù) (* 1912 in Yancheng, Provinz Jiangsu; † 28. September 1992) war ein Soziologe, marxistischer Philosoph, Revolutionär und Politiker der Volksrepublik China. In der Zeit der Wirtschaftsreformen, die in China nach dem Tod Mao Zedongs folgten, war Hu einer der bekanntesten Gegner der Reformen.
Er war der erste Präsident der Chinesischen Akademie der Sozialwissenschaften, Mitglied des Politbüros der Kommunistischen Partei Chinas, ständiges Mitglied der Zentralen Beratungskommission, früherer Präsident der staatlichen Nachrichtenagentur Xinhua und seit 1955 Mitglied der Chinesischen Akademie der Wissenschaften.

## Frühe Karriere
Hu Qiaomu wurde im Jahr 1912 in Yancheng in der Provinz Jiangsu geboren. Im Jahr 1935 schloss er sein Studium am Institut für ausländische Literatur an der Fakultät für Künste und Wissenschaften an der Nationalen Universität Zhejiang ab. Bereits zuvor studierte er außerdem von 1930 bis 1932 Geschichte an der Qinghua-Universität in Peking.
Hu trat dem Kommunistischen Jugendverband Chinas (KJVC) im Jahr 1930 und der Kommunistischen Partei Chinas (KPCh) 1932 bei. In den frühen Jahren seiner Karriere war er in chronologischer Abfolge Parteisekretär des KJVC im Xijiao-Bezirk von Peking, Vorsitzender der Propagandaabteilung dort und Vorsitzender der Antijapanischen Studenten- und Arbeiterbewegung. Im Jahr 1936 wurde er zum Generalsekretär der Chinesischen Soziologenvereinigung ernannt. Später wirkte er als Generalsekretär der Linken Kulturvereinigung Chinas und als Mitglied des Kommunistischen Übergangs-Arbeiterkomitees der Provinz Jiangsu.
Von Februar 1941 (einige behaupten erst ab 1942) bis Juni 1966 war er Mao Zedongs Hauptsekretär. Anfangs fokussierte sich seine Arbeit dort hauptsächlich auf Kulturthemen, wechselte später aber hin zur Politik. Seine Karriere als Sekretär endete mit der Kulturrevolution.
Vom Ausruf der Volksrepublik China (VRC) am 1. Oktober 1949 war er knapp zwei Wochen bis zum 19. Oktober Vorsitzender der Nachrichtenagentur Xinhua. Er war außerdem Chef des Nachrichtenbüros der VRC, Vizepräsident der Propagandaabteilung des Zentralkomitees (ZK), Generalsekretär des Komitees für Kultur und Bildung in der Zentralregierung und Vizegeneralsekretär der Regierung. Im Jahr 1954 beteiligte er sich auch an der Formulierung der Verfassung der Volksrepublik China. Zwei Jahre später wurde Hu zum Mitglied des Achten Politbüros der KPCh gewählt. 1977 wurde er erster Präsident der Chinesischen Akademie für Sozialwissenschaften und später dann Ehrenpräsident der Akademie.

## Hardliner der Zeit nach der Kulturrevolution
Nach dem Tod Mao Zedongs begannen die Wirtschaftsreformen unter Deng Xiaoping. Hu Qiaomu war einer der bekanntesten Gegner der Reformen. Hu und Deng Liqun, ein anderer Hardliner innerhalb der Propagandaabteilung, versuchten zusammen die Reformen zu bekämpfen und beteiligten sich so aktiv im Jahr 1983 an der Kampagne gegen geistige Verschmutzung in China und setzten sich 1987 gegen die Bürgerliche Liberalisierung ein. Beide kritisierten die negativen Folgen der Wirtschaftsreformen. Während der 1980er Jahre versuchten Hu Qiaomu und Deng Liqun, Deng Xiaoping auf ihre Seite zu ziehen. Hu befürwortete die Anwendung von Gewalt gegen die protestierenden Studierenden auf dem Tian’anmen-Platz von 1989 und sprach sich für eine striktere politische Indoktrination aus.
Die Anstrengungen von Hardlinern wie Hu Qiaomu wurden letztendlich im Zuge der Südreise Deng Xiaopings im Frühling von 1992 beendet, der damit bestätigte, die Reformen fortzusetzen und auch nach der Tian'anmen-Krise nicht in alte planwirtschaftliche Strukturen zurückkehren zu wollen. Hu Qiaomu starb im September 1992 im Alter von 81 Jahren.